# Шварц-Рот (Нойштадт)
«Спортивна команда Шварц-Рот Нойштадт» (нім. Sportverein Schwarz-Rot Neustadt (Dosse) e. V.) — німецька футбольна команда з міста Нойштадт, Бранденбург, яка виступає в Ландеслізі Бранденбург.

## Досягнення
- Ландесліга Бранденбург
  -  Чемпіон (2): 1993, 2000

## Стадіон
Домашні матчі проводить на «Гайнц-Веймлер-Штадіон», який вміщує 1 100 глядачів.

## Відомі гравці
- / Ігор Гімро